# Dicentria obligata
Dicentria obligata is een vlinder uit de familie van de tandvlinders (Notodontidae). De wetenschappelijke naam van de soort werd voor het eerst geldig gepubliceerd in 1919 door Harrison Gray Dyar Jr.